# Dom & Roland
Домини́к Анга́с (англ. Dominic Angas), более известный под псевдонимом Dom and Roland [Дом энд Рола́н] — британский продюсер и диджей. Roland в псевдониме от семплера Доминика фирмы Roland.

## Биография
Начал творческую деятельность в 1994 году, стоял у истоков звукозаписывающих компаний Saigon и No-U-Turn.

Лого Dom & Roland Productions

Dom & Roland — сторонник направления текстеп в драм-н-бейсе. Его работы преимущественно выпускаются компанией Moving Shadow, а начиная с 2005 года и на собственном лейбле Dom & Roland Productions. Стиль музыканта можно охарактеризовать как красноречиво-индустриальный, прошедший путь от мрачных и пасмурных настроений («Resistance / Hydrolicks» (1997), «Industry» (1998)) к агрессивным и ритмически бескомпромиссным («The Midnight Club» (2000), «Chronology» (2004)).
До начала музыкальной карьеры Доминик собирался стать архитектором, и, в частности, упоминал, что при написании композиций он вдохновляется футуристическими образами городов и строений, возникающих в его воображении.
Доминик является истинным создателем популярного брейка «трамен» (англ. tramen), основанного на классическом амен-брейке, несмотря на то, что часто его авторство приписывается другому драм-н-бейс продюсеру — DJ Trace (отсюда и название семпла — контаминация Trace и Amen).

## Дискография

### Синглы и EP
- Wax Musical / Wax Rhythmical 12" (Saigon, 1990-е)
- Intastella Jazz / You’re Something Else 12" (Moving Shadow, 1996)
- Parasite / Homicide 12" (Moving Shadow, 1997)
- Resistance / Hydrolicks 12" (Moving Shadow, 1997)
- The Vandal / Footsteps (совместно с Matrix) 12" (Moving Shadow, 1997)
- Quadrant Six / Concrete Shoes (совместно с Optical) 12" (Moving Shadow, 1998)
- Timeframe (Matrix Remix) / Braincloud 12" (Moving Shadow, 1998)
- Trauma / Transmissions 12" (Renegade Hardware, 1998)
- Can’t Punish Me EP (Moving Shadow X, 2000)
- The Midnight Club EP (Moving Shadow X, 2000)
- Imagination 12" (Moving Shadow, 2001)
- Dynamo / Adrenalin 12" (Moving Shadow, 2003)
- Dance All Night / Just so you know 12" (Moving Shadow, 2004)
- Moodswings / Chaos Theory (совместно с Gridlok и Hive) 12" (Dom & Roland Productions, 2005)

### Альбомы
- Industry (21 сентября 1998)
- Back For The Future (27 мая 2002)
- Chronology (21 июня 2004)
- Through The Looking Glass (2007)
- No Strings Attached (2009)
- The Big Bang (2011)
- Dom & Roland Productions - Remix Album (2014)
- Last Refuge Of A Scoundrel (2016)
- Lost In The Moment (2020)

### Участие в альбомах других исполнителей
- Killa (Dom & Roland Remix) — Calyx, альбом No Turning Back (25 апреля 2005)